# ヘルツバーグメダル
ヘルツバーグメダル(Gerhard Herzberg Canada Gold Medal for Science and Engineering)は、カナダ自然科学・工学研究会議(NSERC)が「素晴らしく、影響力のある研究業績」に対して与える賞である。2000年以前は、Canada Gold Medal for Science and Engineeringという名前であったが、1971年のノーベル化学賞受賞者ゲルハルト・ヘルツベルクを記念して改名された。
ヘルツバーグメダルは、カナダで科学や工学に対して与えられる最上位の賞と言われている。自然科学または工学で素晴らしく、影響力のある研究業績を持つ個人に対して毎年授与される。金メダルと、5年間に渡り個人的に使える100万ドルの研究費が与えられる。

## 概要
前身のメダルは、1991年にアルバータ大学の化学者レイモンド・ルミューに対して初めて与えられた。改名前最後の賞は、1999年にトロント大学の数学者ジェームズ・アーサーに与えられた。ゲルハルト・ヘルツベルクは、質が高く影響力のある、この賞の2つの基準を満たす研究をしていたことから、NSERCは彼を称えて改名することを決定した。
ヘルツバーグメダルは、カナダの研究所で研究を行う科学者か工学者を対象としている。この分野ではカナダで最高峰の賞と考えられている。研究所としては、大学、国立、民間のものが含まれる。カナダの市民か永住者から候補者の推薦を受け、異なる分野を代表する選考委員会によって受賞者が選ばれる。受賞者には金メダルが与えられる他、研究活動に使うか、自らの名前を関したフェローシップや奨学金の創設に使える少なくとも100万ドルが与えられる。

## 受賞者
| 年     | 受賞者                     | 所属                          | 分野             |
| ------ | -------------------------- | ----------------------------- | ---------------- |
| 1991年 | en:Raymond Lemieux         | アルバータ大学                | 化学             |
| 1992年 | en:William Fyfe            | ウェスタンオンタリオ大学      | 地球科学         |
| 1993年 | en:Pierre Deslongchamps    | シャーブルック大学            | 化学             |
| 1994年 | アラン・ダヴェンポート     | ウェスタンオンタリオ大学      | 土木工学         |
| 1995年 | en:Peter Hochachka         | ブリティッシュコロンビア大学  | 動物学           |
| 1996年 | en:Stephen Hanessian       | モントリオール大学            | 化学             |
| 1997年 | en:Keith Brimacombe        | ブリティッシュコロンビア大学  | 金属工学         |
| 1998年 | en:Keith Ingold            | カナダ国立研究機構            | 化学             |
| 1999年 | ジェームズ・アーサー       | トロント大学                  | 数学             |
| 2000年 | ハワード・アルパー         | オタワ大学                    | 化学             |
| 2001年 | en:David Schindler         | アルバータ大学                | 生物学           |
| 2002年 | en:Tito Scaiano            | オタワ大学                    | 化学             |
| 2003年 | アーサー・B・マクドナルド  | クイーンズ大学                | 物理学           |
| 2004年 | en:John P. Smol            | クイーンズ大学                | 生物学           |
| 2005年 | デヴィッド・ドルフィン     | ブリティッシュコロンビア大学  | 生化学           |
| 2006年 | リチャード・ボンド         | トロント大学                  | 天体物理学       |
| 2007年 | ジョン・ポラニー           | トロント大学                  | 化学             |
| 2008年 | ポール・コーカム           | オタワ大学 カナダ国立研究機構 | 物理学           |
| 2009年 | ジル・ブラッサール         | モントリオール大学            | コンピュータ科学 |
| 2010年 | ジェフリー・ヒントン       | トロント大学                  | 人工知能         |
| 2011年 | en:W. Richard Peltier      | トロント大学                  | 地球科学         |
| 2012年 | スティーブン・クック       | トロント大学                  | コンピュータ科学 |
| 2013年 | en:W. Ford Doolittle       | ダルハウジー大学              | 生化学           |
| 2014年 | 受賞なし                   |                               |                  |
| 2015年 | アクセル・D・ベッケ        | ダルハウジー大学              | 化学             |
| 2016年 | ヴィクトリア・カスピ       | マギル大学                    | 天体物理学       |
| 2017年 | en:Jeff Dahn               | ダルハウジー大学              | 物理学           |
| 2018年 | en:Lewis E. Kay            | トロント大学                  | 生化学           |
| 2019年 | en:Barbara Sherwood Lollar | トロント大学                  | 地球科学         |
| 2020年 | en:Molly Shoichet          | トロント大学                  | 医用生体工学     |
| 2021年 | en:Sajeev John             | トロント大学                  | 物理学           |
| 2022年 | Lenore Fahrig              | カールトン大学                | 生物学           |
| 2023年 | ヨシュア・ベンジオ         | モントリオール大学            | 計算機科学       |
| 2024年 | Kerry Rowe                 | クイーンズ大学                | 地質工学         |

出典

## Award of Excellence
2002年から2009年までは、3人の候補者の中から1人の受賞者が選ばれた。最終候補に残るのが初めてだった場合選に漏れた2人には、"Award of Excellence"が与えられた。